# Ekstremofili
Ekstremofili su organizmi koji uspijevaju u fizički ili geokemijski ekstremnim uvjetima koji su štetni za većinu životnih osnova na Zemlji. Organizmi koji žive u umjerenijem okruženju se nazivaju mezofilima ili neutrofilima. Ime ove kategorije je u određenoj mjeri neodgovarajuće jer poziva na subjektivno zauzimanje stavova u pogledu dva pitanja. Prvo, stupnja devijacije od normalnog, i drugo, je li organizam preferira životnu sredinu ili je samo tolerira.
Tokom 1980-ih i 1990-ih je nađeno kako mikrobni život ima nevjerojatnu fleksibilnost u pogledu preživljavanja u ekstremnim uvjetima, u sredinama koje su izuzetno vruće ili kisele, i koje bi bile kompletno neodgovarajuće za složenije organizme. Neki znanstvenici čak tvrde kako je život na Zemlji započeo u hidrotermalnim izvorima duboko ispod površine oceana.

## Vanjske poveznice
- Ekstremna okruženja
- Istraživanja ekstremofila  Arhivirana inačica izvorne stranice od 18. listopada 2014. (Wayback Machine)